# Кремуций Корд
Авл Крему́ций Корд (лат. Aulus Cremutius Chordus; умер в 25 году, Рим, Римская империя) — древнеримский историк времён правления императора Тиберия.

## Биография
О происхождении и родителях Корда ничего неизвестно; тем не менее, британский исследователь Тимоти Уайзмен осторожно предположил, что его родиной могла быть Этрурия.
Кремуций являлся автором римской истории (возможно, названной «Анналами»), где описывались события гражданских войн и последовавшего за ними единоличного правления императора Октавиана Августа. В 25 году историк был обвинён в сенате за то, что в своём сочинении хвалил организатора убийства Юлия Цезаря Марка Юния Брута и называл Гая Кассия Лонгина «последним римлянином». На основании того, что Авла обвиняли представители сенаторского сословия и клиенты Луция Элия Сеяна — Сатрий Секунд и Пинарий Натта, Т. Уайзмен указывает, что историк также мог обладать сенаторским достоинством. В результате, Корд покончил жизнь самоубийством. Сенат постановил, чтобы его работы были конфискованы и сожжены эдилами. Однако, некоторые копии этих трактатов сохранила Марция, дочь Корда, поскольку его сочинение позднее было вновь опубликовано. До наших дней ни один из трудов Кремуция не сохранился.